# Ellen Berends
Ellen Berends (* 13. September 1955, Dordrecht) ist eine ehemalige niederländische Diplomatin. Nach Stationen als niederländische Generalkonsulin in Kapstadt, Botschafterin in Kinshasa, Straßburg und Zagreb war sie von 2018 bis 2019 Generalkonsulin in Düsseldorf. Mittlerweile ist sie im Ruhestand.

## Leben
Ellen Berends legte 1974 ihr Abitur ab. Ein Studium der Neueren Geschichte absolvierte sie an der Universität Leiden 1982 cum laude. 1981 verbrachte sie ein Austauschjahr an der Lomonossow-Universität in Moskau.
Während ihres Studiums war sie wissenschaftliche Hilfskraft an der Universität Leiden und arbeitete an der Universität nach ihrem Studium an einem Projekt über soziale Gegensätze in bewaffneten Konflikten. Eine Ausbildung im Auswärtigen Dienst absolvierte sie 1984.
Sie ist mit dem südafrikanischen Schriftsteller Nicolaas Vergunst verheiratet.

## Diplomatischer Werdegang
1985 trat sie in den Auswärtigen Dienst ein. Ihren ersten Auslandseinsatz hatte sie von 1985 bis 1987 als dritte Botschaftssekretärin in Moskau. Im niederländischen Außenministerium in Den Haag war sie in den Direktionen für Europa, Ost-Europa und für Entwicklungszusammenarbeit mit Südafrika tätig.
Von 1997 bis 2001 war sie stellvertretende Missionsleiterin an der niederländischen Botschaft in Hanoi, von 2001 bis 2005 Generalkonsulin in Kapstadt. Von 2005 bis 2007 war sie stellvertretende Missionsleiterin und Leiterin der Wirtschaftsabteilung an der niederländischen Botschaft in Kiew.
Ihre erste Berufung als Botschafterin hatte sie 2007. Bis 2010 war sie die niederländische Botschafterin in der Demokratischen Republik Kongo in Kinshasa, mitakkreditiert für die Republik Kongo. Von 2010 bis 2014 war sie die Botschafterin und Ständige Vertreterin der Niederlande beim Europarat in Straßburg. Von 2014 bis 2018 war sie Botschafterin in Kroatien. Von 2018 bis 2019 war sie Generalkonsulin in Düsseldorf. 

## Veröffentlichungen
Ihre Publikationen, hauptsächlich zu Osteuropa, erschienen unter anderem in Veröffentlichungen des niederländischen Außenministeriums, in den Oost-Europa Verkenningen und in der Monatszeitschrift Internationale Spectator. Zu Alex P. Schmids Soviet Military Interventions Since 1945, das 1985 bei Transaction Books erschien, steuerte sie Fallstudien bei.